# 1994 en Italie
Chronologie de l'Italie
- 1990
- 1991
- 1992
- 1993
- 1994
- 1995
- 1996
- 1997
- 1998

1992 en Europe - 1993 en Europe - 1994 en Europe - 1995 en Europe - 1996 en Europe

## Événements
- 16 janvier : devant les difficultés du gouvernement Ciampi, le président de la République Oscar Luigi Scalfaro dissout le Parlement[1].
- 22 janvier : dissolution de la Démocratie chrétienne, minée par la corruption et les conflits de tendances ; création du Parti populaire italien et du Centre chrétien-démocrate[2].
- 23 janvier : attentat mafieux manqué contre le Stade olympique de Rome[3].
- 26 janvier : Silvio Berlusconi « descend dans le stade ». Il démissionne ses fonctions au sein du Groupe Fininvest et se consacre à la politique à la tête de Forza Italia, le parti libéral de centre-droit qu'il vient de fonder le 18 janvier[4].

- 19 mars : le prêtre Giuseppe Diana est assassiné par la Camorra dans son église de Casal di Principe[5].
- 27 - 28 mars : trois coalitions se présentent aux législatives, regroupant les partis de gauche, du centre (Patto per l'Italia) et de droite (Forza Italia, Alleanza Nazionale, Lega Nord). La droite remporte la majorité absolue à la Chambre des députés (366 sièges sur 630) et la manque de peu au Sénat (156 sièges sur 315)[6].

- 8 avril : la fresque du jugement dernier de la chapelle Sixtine est ouverte au public après sa restauration[7].

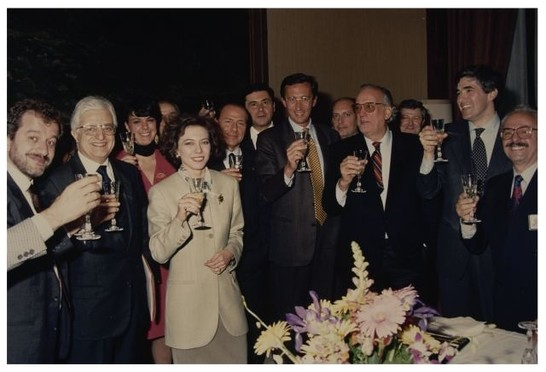
Irene Pivetti est élue Présidente de la Chambre des députés.

- 15 avril : ouverture de la XIIe législature de la République italienne[6]. La militante de la Ligue du Nord Irene Pivetti est élue Présidente de la Chambre des députés[8].
- 24 avril : béatification à Rome, devant son mari et ses enfants, par le pape Jean-Paul II, de la femme médecin Jeanne Beretta Molla (1922-1962)[9].
- 29 - 30 avril & 1er mai : le Grand Prix de Saint-Marin sur le circuit d’Imola est un week-end noir pour le monde de la Formule 1. Le vendredi la Jordan de Rubens Barrichello décolle sur un vibreur à 225 km/h et percute une barrière de pneus. Le pilote s’en sort avec de simples contusions. Le samedi Roland Ratzenberger perd la vie à bord de sa Simtek percutant un mur de plein fouet à 330 km/h après avoir perdu le contrôle de sa monoplace. Le dimanche, jour de la course, le triple champion du monde de Formule 1 Ayrton Senna se tue perdant le contrôle de sa F1 dans le virage de Tamburello, le premier après la ligne de départ[10].
- 5 mai : l'ancien Premier ministre Bettino Craxi, mis en examen pour corruption dans l’enquête Mani Pulite quitte l'Italie pour Hammamet en Tunisie[11].

- 10 mai : l’homme d’affaires Silvio Berlusconi devient président du Conseil avec des ministres néo-fascistes. Il forme le premier gouvernement de la « Deuxième République » sur un programme de création d’emplois et de diminution des impôts[4]. La réforme de la RAI déjà entreprise par Ciampi provoque un premier scandale, le nouveau gouvernement tentant d’infléchir les termes de ce remodelage en faveur de l’empire audiovisuel de Berlusconi[12]. Ce dernier n’hésite pas à réunir les avocats de la Fininvest (l’empire financier qu’il dirige) et les membres de son gouvernement pour tenter de trouver une issue à ses démêlés avec la justice (il a été mêlé aux malversations de Bettino Craxi). Une proposition d’assouplissement du régime de la détention provisoire proposé le 13 juillet par le ministre de la Justice Biondi est perçu par l’opinion comme une faveur faite aux politiques et hommes d’affaires corrompus proches du pouvoir[6]. Berlusconi est désavoué par ses alliés, Umberto Bossi et Gianfranco Fini s’opposent à cette proposition.

- 12 juin : Forza Italia obtient 30,62 % des voix aux élections européennes[13].

- 14 octobre : le plan Dini d’austérité du budget et des menaces sur les retraites entraînent une grève générale et trois millions d’Italiens dans la rue. Le gouvernement doit modifier ses projets de réformes[14].

- 1er novembre : Pietro Pacciani est condamné à la prison à vie pour 7 des 8 crimes attribués au monstre de Florence[15].
- 5-6 novembre : crue du Tanaro dans le Piémont[16].
- 20 novembre - 4 décembre : aux élections municipales partielles, Forza Italia passe de 30 % des suffrages à 8 % par rapport au scrutin législatif de mars[17]..
- 21 novembre : arrestation de Roberto Savi. Les membres de la Bande de la Uno blanche sont identifiés ; il s'agit de policiers dirigés par les frères Savi[18].

- 18 décembre : publication du Libro Bianco (Livre Blanc) sur la réforme fiscale du système d'imposition italien, jugé coûteux, inefficace et favorisant la fraude[19].

- 19 décembre : Bossi et Fini rompent l’alliance avec Silvio Berlusconi (Bossi dépose une motion de censure contre le gouvernement auquel il appartient)[14].
- 22 décembre : Silvio Berlusconi démissionne après avoir accusé violemment Bossi, qualifié de traître[6].

## Économie
- Janvier et février : privatisation de l’Instituto mobiliare (IMI) et de la Banca Comerciale.
- L’Italie doit faire d’importants efforts pour entrer dans l’Europe de Maastricht : en 1994, l’inflation annuelle est de 4,5 % (le traité n’admet que 2,7 %), les taux à long terme sont à 11,3 % (pour 7,8 %), le déficit public à 10 % (3 % admis) et le montant de la dette publique, fixé à 60 % du PIB est de 119 % du PIB. Dès la fin de 1994, des efforts sont faits pour réduire l’inflation, les taux à long terme et le déficit public alors que la dette publique passe à 124 % du PIB.

- L’Italie est la troisième puissance économique européenne (17 milliards de dollars d’excédent commerciale) et la cinquième puissance industrielle mondiale.

## Culture

### Cinéma

#### Films italiens sortis en 1994
- 20 février : Un amore americano, film de Piero Schivazappa

#### Autres films sortis en Italie en 1994
- 16 septembre : Le Flic de Beverly Hills 3 (Beverly Hills Cop III), film américain réalisé par John Landis

#### Mostra de Venise
- Lion d'or d'honneur : Suso Cecchi D'Amico, Ken Loach et Al Pacino
- Lion d'or :
  - Vive l'amour (Ai qing wan sui) de Tsai Ming-liang
  - Before the Rain de Milcho Manchevski
- Coupe Volpi pour la meilleure interprétation féminine : Maria de Medeiros pour Três Irmãos de Teresa Villaverde
- Coupe Volpi pour la meilleure interprétation masculine : Yu Xia pour Yangguang Canlan de Rizi de  Jiang Wen

### Littérature

#### Livres parus en 1994
- Umberto Eco : L'Île du jour d'avant (L'isola del giorno prima) - (édition française : Grasset, 1996)
- Eugenio Corti, Les Derniers Soldats du roi (Gli ultimi soldati del re) : le journal de guerre d'Eugenio Corti.
- Andrea Zanzotto, Aure e disincanti del Novecento Letterario (Mondadori)

#### Prix et récompenses
- Prix Strega : Giorgio Montefoschi, La casa del padre (Bompiani)
- Prix Bagutta : Alberto Arbasino, Fratelli d'Italia, (Adelphi)
- Prix Campiello : Antonio Tabucchi, Sostiene Pereira
- Prix Malaparte : Breyten Breytenbach
- Prix Napoli : Luce d'Eramo Ultima luna, (Mondadori)
- Prix Viareggio : Antonio Tabucchi, Sostiene Pereira

## Naissances en 1994
- 12 décembre : Giorgia Spinelli, footballeuse internationale.

## Décès en 1994
- 23 mars : Giulietta Masina, 73 ans, actrice. (° 22 février 1921)
- 7 avril : Lorenzo Nuvoletta, 63 ans, chef de clan de la Camorra. (° 1er janvier 1931)
- 23 avril : Flavio Mogherini, 72 ans, réalisateur, scénariste, costumier et chef décorateur. (° 25 mars 1922)
- 24 avril : Alighiero Boetti, 53 ans, peintre, sculpteur et plasticien italien, lié au mouvement Arte Povera. (° 16 décembre 1940)